# Tropidophis paucisquamis
Espèce
Synonymes
- Ungalia paucisquamis Müller in Schenkel, 1901
- Ungalia brasiliensis  Andersson, 1901

Statut CITES
Tropidophis paucisquamis est une espèce de serpents de la famille des Tropidophiidae.

## Répartition
Cette espèce est endémique du Brésil. Elle se rencontre dans les États de São Paulo, de Rio de Janeiro et d'Espírito Santo entre 500 et 650 m d'altitude.

## Description
C'est un serpent vivipare.

## Publication originale
- Schenkel, 1901 : Achter Nachtrag zum Katalog des herpetologischen Sammlung des Basler Museums. Verhandlungen der Naturforschenden Gesellschaft in Basel, vol. 13, p. 142-199 (texte intégral).